# Соляночник
Соляночник (также кароксилон; лат. Caroxylon; от др.-греч. Καρία, Caria — Кария и ξύλον, xylon — древесина) — род растений семейства Амарантовые (Amaranthaceae), распространённый в аридных регионах Африки и Евразии.

## Ботаническое описание
Однолетники, кустарнички, полукустарники или кустарники. Листья очерёдные, реже супротивные, узколинейные или яйцевидные, до 3 см длиной, мясистые, сидячие, тупые или туповатые; верхние из них и прицветники часто редуцированы до влагалищ.
Цветки обоеполые, (4) 5-членные, с 2 округлыми или широкоовальными прицветничками похожими на травянистые прицветники. Околоцветник из равных листочков, почти свободных, от ланцетных до яйцевидных; при плодах, как правило, развивающих белые, жёлтые или красные поперечные крылья. Тычинок (4) 5. Завязь с почти равными столбику нитевидными рыльцами. Зародыш семени чаще горизонтальный.

## Виды
Род включает 128 видов, некоторые из них:
- Caroxylon aphyllum (L.f.) Tzvelev
- Caroxylon dendroides (Pall.) Tzvelev — Соляночник древовидный
- Caroxylon dzhungaricum (Iljin) Akhani & Roalson — Соляночник джунгарский
- Caroxylon ericoides (M.Bieb.) Akhani & Roalson — Соляночник вересковидный
- Caroxylon forcipitatum (Iljin) Akhani & Roalson
- Caroxylon gemmascens (Pall.) Tzvelev — Соляночник почечконосный
- Caroxylon iljinii (Botsch.) Akhani
- Caroxylon incanescens (C.A.Mey.) Akhani & Roalson — Соляночник сероватый
- Caroxylon laricinum (Pall.) Tzvelev — Соляночник лиственничный
- Caroxylon micrantherum (Botsch.) Sukhor.
- Caroxylon nitrarium (Pall.) Akhani & Roalson — Соляночник натронный
- Caroxylon nodulosum Moq. — Соляночник узловатый
- Caroxylon orientale (S.G.Gmel.) Tzvelev — Соляночник восточный
- Caroxylon passerinum (Bunge) Akhani & Roalson
- Caroxylon pulvinatum (Botsch.) Akhani & Roalson
- Caroxylon scleranthum (C.A.Mey.) Akhani & Roalson — Соляночник хрящецветный
- Caroxylon turkestanicum (Litv.) Akhani & Roalson